# Odisha Football Club
El Odisha Football Club es un club de fútbol con sede en Bhubaneshwar, India. Compite en la Superliga de India, máxima categoría profesional del país.
El equipo fue fundado el 17 de julio de 2014 con el nombre de Delhi Dynamos, siendo una de las ocho franquicias fundadoras de la Superliga hindú. Durante los primeros cinco años se asentó en Delhi, hasta que en 2019 anunció su traslado a la capital del estado de Odisha.

## Historia

### Delhi Dynamos (2014-2019)
Con motivo del nacimiento de la Superliga de India se subastaron ocho franquicias para la temporada inaugural. El Territorio Capital Nacional de Delhi (que incluye Nueva Delhi) fue uno de los elegidos para albergar equipo, y el grupo de televisión por cable DEN Networks se hizo con la propiedad de esta plaza por 12 crores de rupias. A diferencia de otras ciudades, Delhi no había tenido representación en el máximo campeonato anterior, la I-League.
El 17 de julio de 2014 tuvo lugar la presentación del Delhi Dynamos Football Club. En su primera temporada contaría con un acuerdo de colaboración con un equipo neerlandés, el Feyenoord de Róterdam, para que les cediera futbolistas y cuerpo técnico. El holandés Harm van Veldhoven se convirtió en el primer entrenador, mientras que la estrella italiana Alessandro Del Piero fue contratado como «jugador franquicia» por una campaña.
Después de un quinto puesto en la temporada de debut, la entidad rescindió la colaboración con el Feyenoord e hizo cambios tanto en la presidencia  como en su identidad corporativa. Delhi Dynamos logró clasificarse para el playoff por el título en 2015 y 2016, ambos bajo el mando de Roberto Carlos y Gianluca Zambrotta respectivamente, pero nunca logró aspirar al título y sus resultados empeoraron con el paso de los años.
En 2016 el grupo GMS, especializado en desguaces de barcos, se convirtió en el máximo accionista del club. Con el paso del tiempo, GMS fue haciéndose con el resto de activos de DEN hasta controlar el 100% de la entidad.

### Odisha FC (desde 2019)
Tras cinco temporadas en Delhi, los propietarios llegaron a un acuerdo con la Superliga para trasladar toda la franquicia a Bhubaneshwar, en el estado de Odisha. Las causas principales de la mudanza fueron la baja afluencia de público en Delhi y los costes operativos que conllevaba jugar en la capital. El nuevo equipo pasaría a llamarse Odisha Football Club a partir del 31 de agosto de 2019.

## Estadio
El Odisha F. C. disputa sus partidos como local en el Estadio Kalinga, con un aforo máximo de 15.000 espectadores y césped natural rodeado por una pista de atletismo. Este campo ha albergado partidos de la selección de fútbol de la India y del Indian Arrows, el equipo de desarrollo del combinado nacional.
Cuando jugaba en Nueva Delhi el club utilizaba el Estadio Jawaharlal Nehru.